# 朱履龢

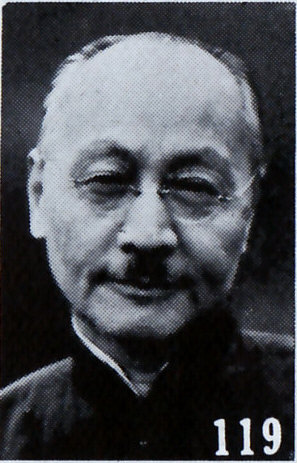
《最新支那要人传》中的朱履龢照片

朱履龢（1877年—1945年4月13日），字笑山，浙江嘉兴人。中華民国政治人物、法官。

## 生平
朱履龢早年在英国留学。回国后，历任护法军政府司法部署理秘书、总务厅厅长，法权讨论会秘书，关税特别会议委员会秘书。
1927年（民国16年）6月，朱履龢任南京国民政府外交部总务司司長。同年10月，总务司改为第二司，朱履龢仍任司长。1928年2月，任司法部秘書長。1928年3月，升任司法部次長（11月，任司法部政務次長）。1930年（民国19年）4月，接替魏道明代理司法行政部長。12月，兼任立法院立法委員。1931年12月，羅文幹就任司法行政部長，朱履龢回任政務次長。1932年（民国21年）1月，卸任政務次長。
1938年（民国27年）8月，朱履龢被任命为中華民国維新政府司法行政部次長。1939年5月，就任新設立的最高法院院長。1940年（民国29年）3月，汪兆銘（汪精衛）的南京国民政府成立，朱履龢被任命为司法院副院長、中央政治委員会列席委員。同年4月，被任命为中央公務員懲戒委員会委員長。他还担任立法院副院长。1941年起不再任立法院副院长。
1945年（民国34年）4月13日，朱履龢在南京病逝。享年69岁。